# Kecemen
Kecemen is een bestuurslaag in het regentschap Klaten van de provincie Midden-Java, Indonesië. Kecemen telt 1937 inwoners (volkstelling 2010).